# Promienko
Promienko – wieś w Polsce położona w województwie wielkopolskim, w powiecie poznańskim, w gminie Pobiedziska.
W sąsiedztwie wsi znajduje się Rezerwat przyrody Jezioro Dębiniec i Park Krajobrazowy Promno.
W latach 1975–1998 miejscowość administracyjnie należała do województwa poznańskiego. W 2011 Promienko liczyło 163 mieszkańców.